# Order Izabeli Katolickiej
Order Izabeli Katolickiej (hiszp. Orden de Isabel la Católica) – cywilne odznaczenie państwowe Królestwa Hiszpanii, ustanowione 14 marca 1815.

## Historia i zasady nadawania
Order Izabeli Katolickiej został ustanowiony 14 marca 1815 przez króla Hiszpanii, Ferdynanda VII, dla upamiętnienia Izabeli I Katolickiej, królowej Kastylii-Leónu i Aragonii. Pierwotnie nosił nazwę: „Królewski i Amerykański Order Izabeli Katolickiej” (Real y Americana Orden de Isabel la Católica) i był przyznawany w nagrodę „za nieskazitelną lojalność wobec Hiszpanii i zasługi obywateli hiszpańskich i cudzoziemskich dla narodu, dokonane zwłaszcza dla dobra terytorium amerykańskiego i zamorskiego”.
26 lipca 1847 na mocy dekretu królewskiego odznaczenie przemianowano na „Order Izabeli Katolickiej”, który odtąd był nadawany także za inne zasługi niż tylko związane z hiszpańskimi terytoriami na obszarze obu Ameryk.
Od 6 listopada 1998 order jest nadawany „za cywilne zasługi dla dobra kraju”. Jego Wielkim Mistrzem nadal pozostaje król Hiszpanii, natomiast Kanclerzem Orderu jest minister spraw zagranicznych. Wniosek o nadanie odznaczenia staje się prawomocny po zatwierdzeniu go podpisem zarówno Wielkiego Mistrza, jak i Kanclerza Orderu.

## Stopnie orderu
Mocą dekretu króla Juana Carlosa I z 6 listopada 1998 współcześnie przyznawany Order Izabeli Katolickiej dzieli się na dziewięć stopni:
- Łańcuch (Collar)
- Krzyż Wielki (Gran Cruz)
- Komandor z Gwiazdą (Encomienda de Número)
- Komandor (Encomienda)
- Krzyż Oficerski (Cruz de Oficial)
- Krzyż (Cruz)
- Krzyż Srebrny (Cruz de Plata)
- Medal Srebrny (Medalla de Plata)
- Medal Brązowy (Medalla de Bronce)

Mężczyźni odznaczeni Łańcuchem lub Krzyżem Wielkim orderu uzyskują miano jego „Kawalera” (Caballero), kobiety zaś – „Damy” (Dama).

## Insygnia
Odznakę orderu (wszystkich klas) stanowi krzyż o emaliowanych na czerwono ramionach w złotym obramowaniu, połączonych promieniami. Zewnętrzne wierzchołki ramion są zakończone złotymi kulkami. Na środku awersu krzyża umieszczony jest okrągły medalion o emaliowanym na biało polu. Znajduje się na nim wizerunek dwóch kolumn zwieńczonych napisem: „Plus Ultra” oraz dwóch niebieskich kul z koroną. Wizerunek ów jest otoczony złotym pierścieniem, nad którego okręgiem widnieje inskrypcja: „A La Lealtad Acrisolada”. Odznaka jest zawieszona na owalnym, zielonolistnym wieńcu laurowym.
Order zawieszony jest na wstążce koloru białego z dwoma żółtozłotymi paskami znajdującymi się na jej obrzeżach. Wielka wstęga łańcucha orderu jest żółtozłota z dwoma białymi bordiurami.
| Insygnia Orderu Izabeli Katolickiej |                                       |                          |                                     |
|                                     |                                       |                          |                                     |
| Łańcuch                             | Odznaka Łańcucha                      | Odznaka Wielkiego Krzyża | Odznaka Komandora z Gwiazdą         |
|                                     |                                       |                          |                                     |
| Krzyż Komandorski                   | Krzyż Komandorski (wersja dla kobiet) | Krzyż Oficerski          | Krzyż Oficerski (wersja dla kobiet) |
|                                     |                                       |                          |                                     |
| Krzyż                               | Krzyż (wersja dla kobiet)             | Krzyż Srebrny            | Krzyż Srebrny (wersja dla kobiet)   |
|                                     |                                       |                          |                                     |
| Medal Srebrny                       | Medal Srebrny (wersja dla kobiet)     | Medal Brązowy            | Medal Brązowy (wersja dla kobiet)   |

## Baretki
| Łańcuch       | Krzyż Wielki    | Komandor z Gwiazdą |
| Komandor      | Krzyż Oficerski | Krzyż              |
| Krzyż Srebrny | Medal Srebrny   | Medal Brązowy      |